# Photolumineszenz-Spektroskopie

PL Prinzip veranschaulicht mit der Bandstruktur von ZnO, unter Angabe der Symmetrien für Leitungsband und Valenzband, als auch eines Donatorniveaus D; e:Elektron, h:Loch

Bei der Photolumineszenz-Spektroskopie (PL-Spektroskopie) wird das zu untersuchende Material durch Lichtabsorption in elektronisch angeregte Energiezustände gebracht, das daraufhin unter Aussenden von Licht (spontane Photonen-Emission in Form von Fluoreszenz oder Phosphoreszenz) wieder energetisch tiefer liegende Energiezustände erreicht. Das ausgesandte Licht wird detektiert und gibt Aufschluss über die elektronische Struktur des Materials.
Die Photolumineszenz-Spektroskopie ist eine sehr empfindliche Methode, um sowohl intrinsische als auch defektbedingte elektronische Übergänge in Halbleitern und Isolatoren zu untersuchen. Es können optisch aktive Defekte in Konzentrationen von bis zu {\displaystyle 10^{13}\,\mathrm {cm} ^{-3}} nachgewiesen werden. Während die Methode zuerst hauptsächlich in der Grundlagenforschung Anwendung fand, wird sie durch die stetig steigende Nachfrage nach hochreinen bzw. gezielt dotierten Materialien immer häufiger industriell für die zerstörungsfreie, ortsaufgelöste Materialcharakterisierung eingesetzt.
Bei der Photolumineszenz an Halbleitern werden durch Anregung mit Photonen mit {\displaystyle h\nu \,>\,E_{g}} Elektronen vom Valenzband ins Leitungsband gehoben. Diese angeregten Ladungsträger thermalisieren nichtstrahlend an die Bandkanten von Leitungs- und Valenzband über Abgabe der Energie an den Halbleiterkristall in Form von Phononen. Je nach Kristall rekombinieren diese freien Ladungsträger als Elektron-Loch-Paare, die sogenannten Exzitonen oder fallen in tiefer liegende Zustände und rekombinieren von dort. Es lassen sich mit der PL-Spektroskopie freie Exziton, an Störstellen gebundene Exzitonen, Donator-Akzeptor-Paare und weitere Zustände, die sich aus höher liegenden Niveaus des Exzitons (n=1, 2, ...) oder aus Kombinationen von Löchern aus unterschiedlichen Valenzbändern (A, B oder C) bilden, nachweisen. Als Störstellen kommen Donatoren, Akzeptoren und Kristalldefekte wie Versetzungen in Betracht.
Diese Zustände rekombinieren dann mit charakteristischen Lebensdauern, welche einen Nachweis ermöglicht (z. B. über zeitaufgelöste Photolumineszenz-Spektroskopie (TRPL, engl.: time-resolved PL)). Die dabei frei werdende Energie kann in verschiedenen Formen abgegeben werden, zum Beispiel als Phononen über das Kristallgitter, als Photonen oder auch als Auger-Elektronen. Bei der Photolumineszenz werden die von strahlenden Rekombinationsmechanismen emittierten Photonen detektiert. Wenn mehrere angeregte Zustände existieren, können durch die sehr schnelle Thermalisierung im Allgemeinen nur Übergänge vom niedrigsten Zustand aus beobachtet werden. Die gemessene Strahlung erlaubt wichtige Einblicke in die Eigenschaften des untersuchten Stoffes, zum Beispiel in das Defektinventar des Kristalls und seine Bandlücke.
Die meisten Photolumineszenz-Messungen werden bei tiefen Temperaturen (Probe durch flüssigen Stickstoff, 77 K, oder Helium, 4 K, gekühlt) durchgeführt, um thermische Ionisierung der optischen Zentren zu verhindern und die Verbreiterung der Photolumineszenz-Linien durch Gitterschwingungen (Phononen) zu vermeiden. Bei tiefen Temperaturen liegen die meisten Exzitonen im gebundenen Zustand vor und ermöglichen so Aussagen über die energetische Position der Störstellen und die Störstellenkonzentration.

## Experimenteller Aufbau
Die Lumineszenz des zu untersuchenden Materials wird durch Lichtanregung erreicht, zum Beispiel durch einen Laser ausreichender Energie. Im Allgemeinen wird vor den Laser ein Filter gestellt, der nicht-lasende Linien des Laserplasmas, die im relevanten spektralen Bereich liegen, eliminiert. Der Laserstrahl wird durch eine Linse auf die Probe im Kryostat fokussiert. Das emittierte Licht (und teilweise auch Streulicht vom Laser) wird wiederum durch 2 Linsen auf den Eingangsspalt des Monochromators fokussiert. Idealerweise wird vor dem Spalt ein Filter montiert, um das Laserstreulicht zu filtern. Im Monochromator wird die Strahlung durch variable Gitter (auswählbar je nach gewünschtem Wellenlängenbereich) spektral zerlegt und das dispergierte Licht auf den Detektor gelenkt. Dort wird das optische Signal je nach Detektorart in ein Strom- oder Spannungssignal umgewandelt. Bei Verstärkung und phasensensitiver Detektion des Signals mittels eines Lock-in-Verstärkers muss die Strahlung (idealerweise gleich vor der Strahlungsquelle) durch einen Chopper moduliert werden.
Im Fall der Modulierten Photolumineszenz wird die Probe mit einer Modulationsfrequenz angeregt und die emittierte Lichtstrahlung wird in Abhängigkeit von der Modulationsfrequenz gemessen. Aus der Analyse der Amplitude und Phase des Signals können wichtige Materialparameter bestimmt werden, z. B. die Lebensdauer von Ladungsträgern. Modulierte Photolumineszenz eignet sich besonders für die Untersuchung von hochdotierten und metallischen Proben, für die herkömmliche Methoden zur Bestimmung der Lebensdauer nicht geeignet sind.